# Powiat nowogródzki
Powiat nowogródzki – powiat w województwie nowogródzkim II Rzeczypospolitej. Jego stolicą było miasto Nowogródek. W skład powiatu wchodziło 12 gmin i 1 miasto.

## Rzeczpospolita Obojga Narodów, zabór rosyjski, współczesność
Wcześniej powiat województwa nowogródzkiego Rzeczypospolitej Obojga Narodów. Po III rozbiorze rozdzielony na kilka drobniejszych. W zaborze rosyjskim powiat nowogródzki (ujezd) wchodził kolejno w skład guberni: słonimskiej, litewskiej, grodzieńskiej i mińskiej. Obecnie jego terytorium znajduje się na Białorusi.

## Demografia
Według jednej ze współczesnych tez Alfonsa Krysińskiego i Wiktora Ormickiego, terytorium powiatu wchodziło w skład tzw. zwartego obszaru białoruskiego, to znaczy Białorusini stanowili na nim narodowość dominującą.
W grudniu 1919 roku powiat nowogródzki okręgu wileńskiego ZCZW zamieszkiwało 95 907 osób. Na jego terytorium znajdowało się 696 miejscowości, z których jedna miała 1–5 tys. mieszkańców i jedna powyżej 5 tys. mieszkańców. Był nią Nowogródek z 5096 mieszkańcami.

## Oświata
W powiecie nowogródzkim okręgu wileńskiego ZCZW w roku szkolnym 1919/1920 działało 60 szkół powszechnych, 1 szkoła średnia i 5 kursów. Ogółem uczyło się w nich 3679 dzieci i pracowało 102 nauczycieli.

## Podział administracyjny

### Gminy
- Cyryn
- Horodeczna
- Horodyszcze[5]
- Jeremicze[6]
- Korelicze
- Koszelewo
- Lubcz
- Niechniewicze
- Poczapowo
- Rajce
- Szczorse
- Wsielub
- Dworzec[7]
- Zdzięcioł[7]

### Miasta
- Nowogródek

## Starostowie
- Józef Jellinek (1920-1927)[8][9][10]